# Leichtathletik-Weltmeisterschaften 2003/400 m Hürden der Männer

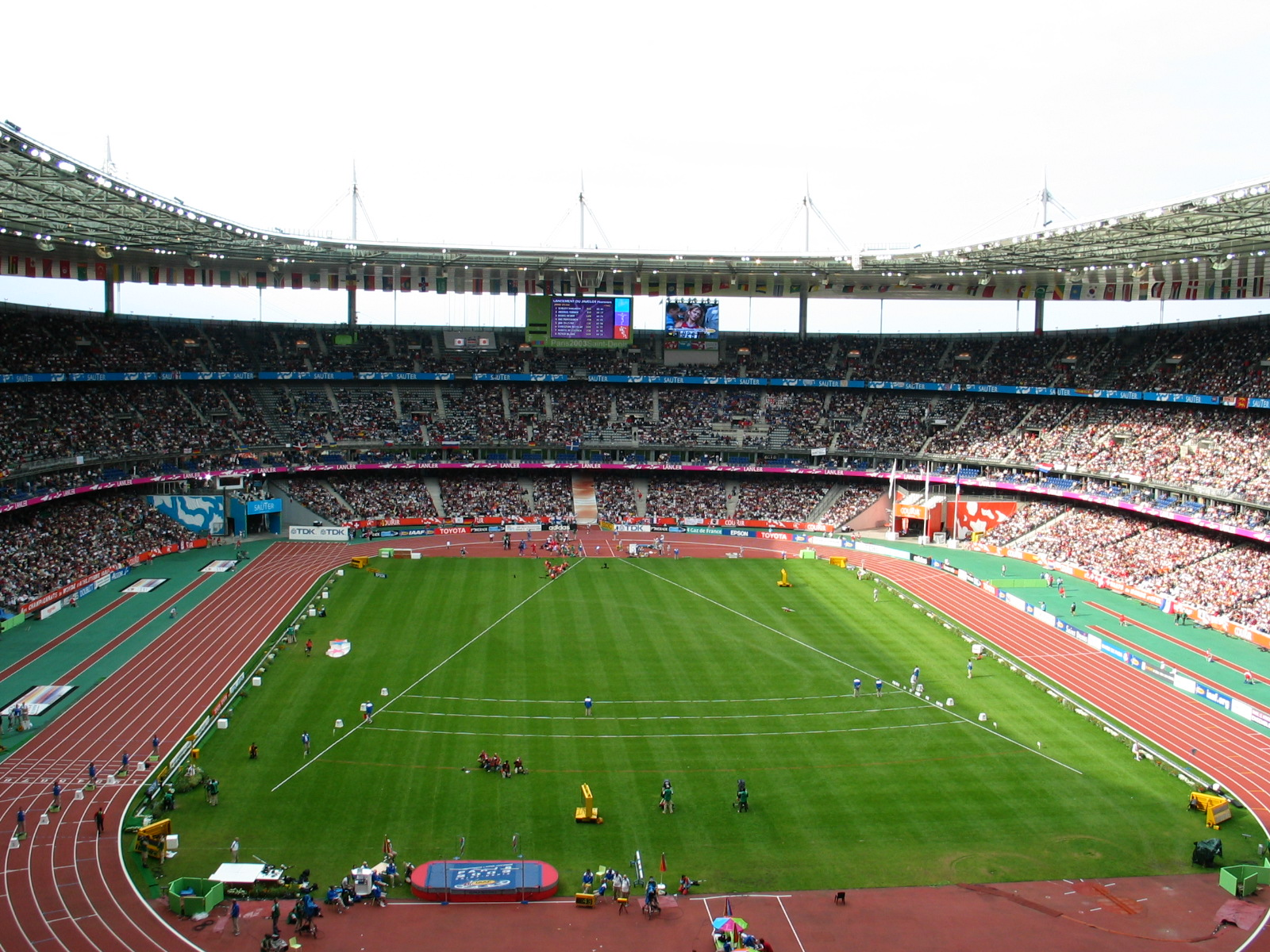
Stade de France in Paris/Saint-Denis am Schlusstag der Leichtathletik-Weltmeisterschaften

Der 400-Meter-Hürdenlauf der Männer bei den Leichtathletik-Weltmeisterschaften 2003 wurde vom 26. bis 29. August 2003 im Stade de France der französischen Stadt Saint-Denis unmittelbar bei Paris ausgetragen.
Weltmeister wurde der Titelverteidiger Félix Sánchez aus der Dominikanischen Republik. Er gewann vor dem US-Amerikaner Joey Woody. Auf den dritten Platz kam der Grieche Periklis Iakovakis.

## Bestehende Rekorde
| Weltrekord               | 46,78 s | Kevin Young | OS in Barcelona, Spanien          | 6. August 1992  |
| Weltmeisterschaftsrekord | 47,18 s | Kevin Young | WM 1993 in Stuttgart, Deutschland | 19. August 1993 |

Der bestehende WM-Rekord wurde bei diesen Weltmeisterschaften nicht eingestellt und nicht verbessert.
Hier waren eine Weltjahresbestleistung sowie zwei Landesrekorde zu verzeichnen.
- Weltjahresbestleistung:
  - 47,25 s – Félix Sánchez (Dominikanische Republik), Finale am 29. August

- Landesrekorde:
  - 51,33 s – Michael Aguilar (Belize), 1. Vorlauf am 26. August
  - 48,17 s – Periklis Iakovakis (Griechenland), 1. Halbfinale am 27. August

## Vorrunde
Die Vorrunde wurde in fünf Läufen durchgeführt. Die ersten drei Athleten pro Lauf – hellblau unterlegt – sowie die darüber hinaus neun zeitschnellsten Läufer – hellgrün unterlegt – qualifizierten sich für das Halbfinale.

### Vorlauf 1
26. August 2003, 18:15 Uhr
| Platz | Name               | Nation       | Zeit (s) |
| ----- | ------------------ | ------------ | -------- |
| 1     | Periklis Iakovakis | Griechenland | 48,76    |
| 2     | Eric Thomas        | USA          | 48,87    |
| 3     | Stéphane Diagana   | Frankreich   | 49,00    |
| 4     | Dai Tamesue        | Japan        | 49,45    |
| 5     | Ari-Pekka Lattu    | Finnland     | 50,19    |
| 6     | Adam Kunkel        | Kanada       | 50,68    |
| 7     | Michael Aguilar    | Belize       | 51,33 NR |

### Vorlauf 2
26. August 2003, 18:22 Uhr
| Platz | Name                  | Nation            | Zeit (s) |
| ----- | --------------------- | ----------------- | -------- |
| 1     | Joey Woody            | USA               | 48,53    |
| 2     | Christopher Rawlinson | Großbritannien    | 48,73    |
| 3     | Mubarak al-Nubi       | Katar             | 48,90    |
| 4     | Boris Gorban          | Russland          | 49,07    |
| 5     | Naman Keïta           | Frankreich        | 49,08    |
| 6     | Iván Rodríguez        | Spanien           | 49,37    |
| 7     | Edivaldo Monteiro     | Portugal          | 50,31    |
| 8     | Chen Tien Wen         | Chinesisch Taipeh | 51,42    |

### Vorlauf 3
26. August 2003, 18:29 Uhr
| Platz | Name                    | Nation         | Zeit (s) |
| ----- | ----------------------- | -------------- | -------- |
| 1     | Kemel Thompson          | Jamaika        | 48,63    |
| 2     | Jiří Mužík              | Tschechien     | 48,88    |
| 3     | Alwyn Myburgh           | Südafrika      | 48,92    |
| 4     | Hadi Soua’an al-Somaily | Saudi-Arabien  | 48,97    |
| 5     | Anthony Borsumato       | Großbritannien | 49,16    |
| 6     | Mikael Jakobsson        | Schweden       | 49,40    |
| 7     | Yacnier Luis            | Kuba           | 49,73    |

### Vorlauf 4
26. August 2003, 18:36 Uhr
| Platz | Name               | Nation                  | Zeit (s) |
| ----- | ------------------ | ----------------------- | -------- |
| 1     | Félix Sánchez      | Dominikanische Republik | 48,43    |
| 2     | Dean Griffiths     | Jamaika                 | 48,75    |
| 3     | Ockert Cilliers    | Südafrika               | 49,17    |
| 4     | Sébastien Maillard | Frankreich              | 49,25    |
| 5     | Cédric El-Idrissi  | Schweiz                 | 50,04    |
| 6     | Ken Yoshizawa      | Japan                   | 50,34    |
| 7     | Bayano Kamani      | Panama                  | 51,18    |

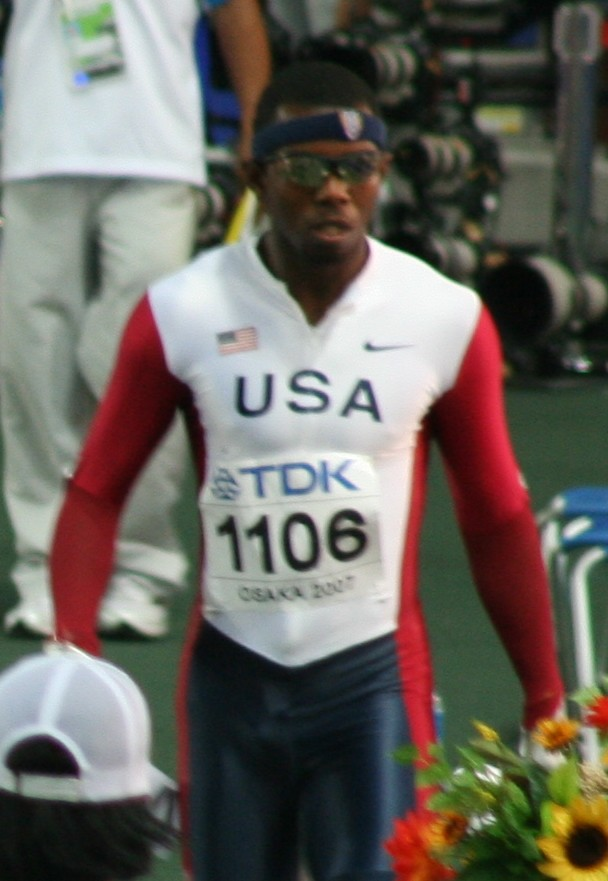
Medaillenkandidat Bershawn Jackson wurde wegen unkorrekter Hürdenüberquerung disqualifiziert

### Vorlauf 5
26. August 2003, 18:43 Uhr
| Platz | Name                | Nation     | Zeit (s)                                     |
| ----- | ------------------- | ---------- | -------------------------------------------- |
| 1     | Llewellyn Herbert   | Südafrika  | 48,55                                        |
| 2     | Danny McFarlane     | Jamaika    | 48,86                                        |
| 3     | Jewgeni Meleschenko | Kasachstan | 48,95                                        |
| 4     | Štěpán Tesařík      | Tschechien | 49,09                                        |
| 5     | Victor Okorie       | Nigeria    | 49,66                                        |
| DSQ   | Ibrahim Maïga       | Mali       | IAAF Rule 168.7 Unkorrekte Hürdenüberquerung |
| DSQ   | Bershawn Jackson    | USA        | IAAF Rule 168.7 Unkorrekte Hürdenüberquerung |

## Halbfinale
Aus den drei Halbfinalläufen qualifizierten sich die jeweils ersten beiden Athleten – hellblau unterlegt – sowie die darüber hinaus zwei zeitschnellsten Läufer – hellgrün unterlegt – für das Finale.

### Halbfinallauf 1

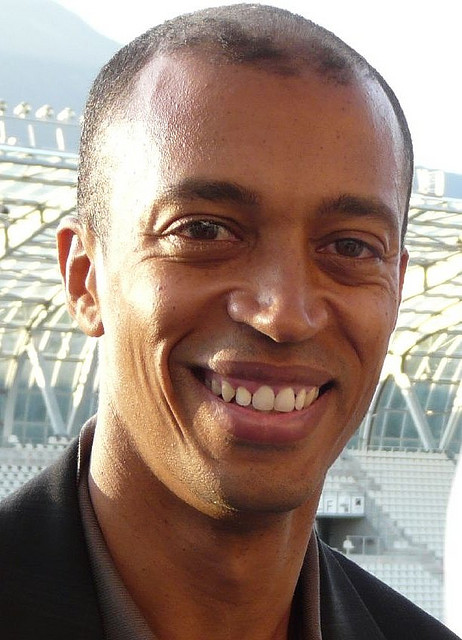
Stéphane Diagana, u. a. Weltmeister von 1995 und amtierender Europameister, schied trotz guter 48,64 s im Halbfinale aus

27. August 2003, 20:30 Uhr
| Platz | Name               | Nation         | Zeit (s) |
| ----- | ------------------ | -------------- | -------- |
| 1     | Periklis Iakovakis | Griechenland   | 48,17 NR |
| 2     | Joey Woody         | USA            | 48,24    |
| 3     | Danny McFarlane    | Jamaika        | 48,35    |
| 4     | Mubarak al-Nubi    | Katar          | 48,53    |
| 5     | Stéphane Diagana   | Frankreich     | 48,64    |
| 6     | Boris Gorban       | Russland       | 49,42    |
| 7     | Mikael Jakobsson   | Schweden       | 50,06    |
| DNF   | Anthony Borsumato  | Großbritannien |          |

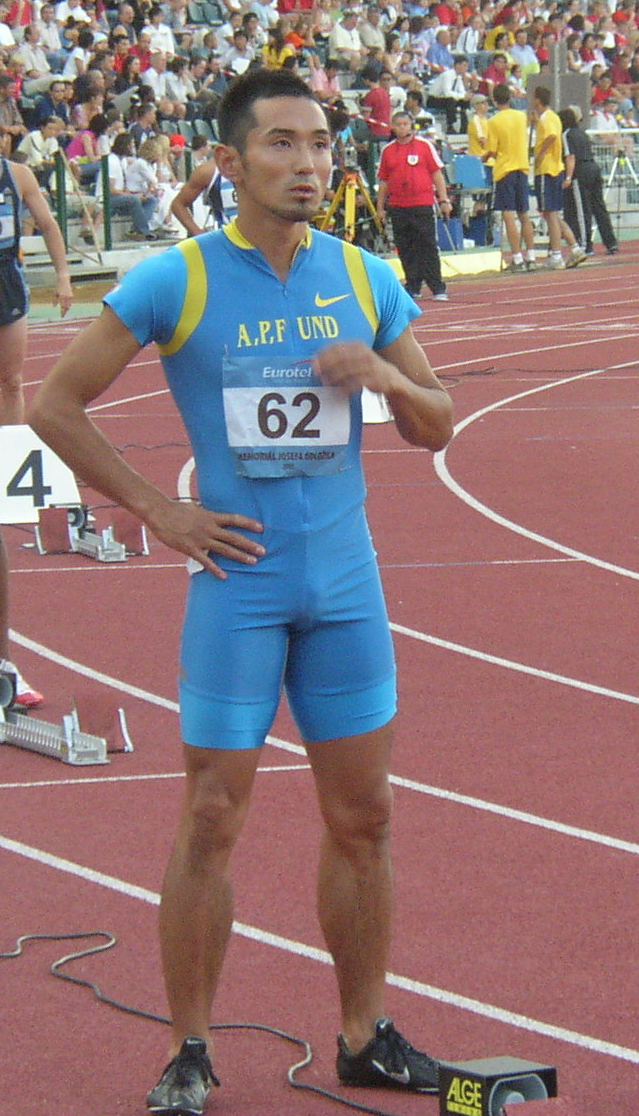
Dai Tamesue wurde Siebter seines Halbfinallaufs und schied damit aus
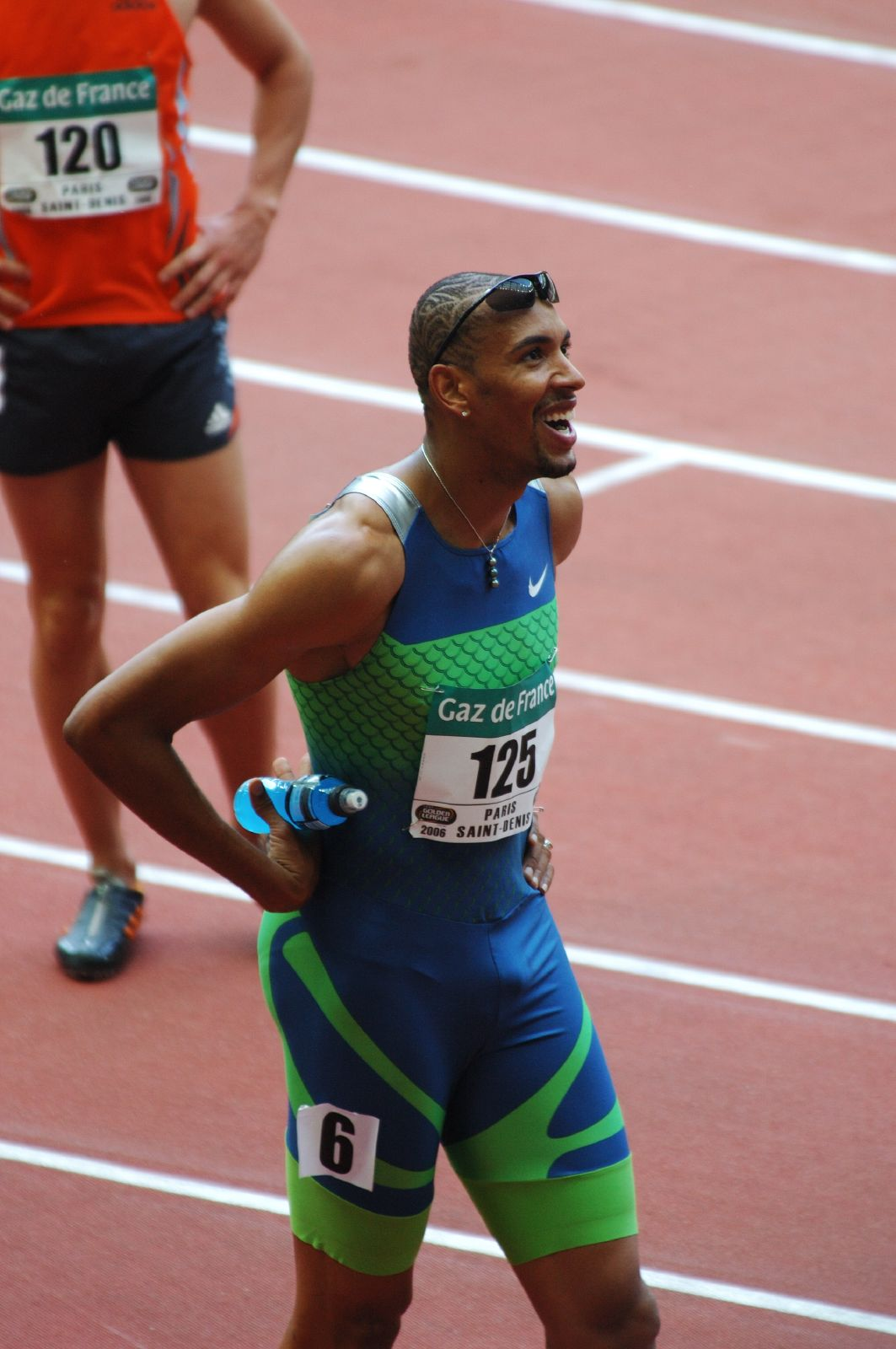
Naman Keïtas achter Rang im zweiten Halbfinale reichte nicht zur Finalteilnahme

### Halbfinallauf 2
27. August 2003, 20:37 Uhr
| Platz | Name                  | Nation                  | Zeit (s) |
| ----- | --------------------- | ----------------------- | -------- |
| 1     | Félix Sánchez         | Dominikanische Republik | 48,16    |
| 2     | Christopher Rawlinson | Großbritannien          | 48,56    |
| 3     | Dean Griffiths        | Jamaika                 | 48,64    |
| 4     | Jewgeni Meleschenko   | Kasachstan              | 48,84    |
| 5     | Alwyn Myburgh         | Südafrika               | 48,98    |
| 6     | Štěpán Tesařík        | Tschechien              | 49,23    |
| 7     | Dai Tamesue           | Japan                   | 49,37    |
| 8     | Naman Keïta           | Frankreich              | 49,57    |

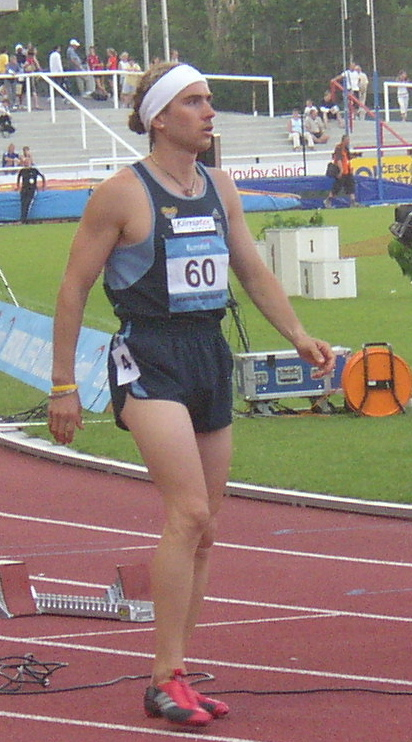
Als Dritter des letzten Halbfinales verpasste Jiří Mužík das Finale um einen Rang

### Halbfinallauf 3
27. August 2003, 20:44 Uhr
| Platz | Name                    | Nation        | Zeit (s) |
| ----- | ----------------------- | ------------- | -------- |
| 1     | Kemel Thompson          | Jamaika       | 48,33    |
| 2     | Llewellyn Herbert       | Südafrika     | 48,60    |
| 3     | Jiří Mužík              | Tschechien    | 48,82    |
| 4     | Eric Thomas             | USA           | 49,00    |
| 5     | Hadi Soua’an al-Somaily | Saudi-Arabien | 49,25    |
| 6     | Ockert Cilliers         | Südafrika     | 49,32    |
| 7     | Iván Rodríguez          | Spanien       | 50,06    |
| 8     | Sébastien Maillard      | Frankreich    | 50,70    |

## Finale
29. August 2003, 22:05 Uhr
| Platz | Name                  | Nation                  | Zeit        |
| ----- | --------------------- | ----------------------- | ----------- |
| 1     | Félix Sánchez         | Dominikanische Republik | 047,25 s WL |
| 2     | Joey Woody            | USA                     | 048,18 s    |
| 3     | Periklis Iakovakis    | Griechenland            | 048,24 s    |
| 4     | Danny McFarlane       | Jamaika                 | 048,30 s    |
| 5     | Kemel Thompson        | Jamaika                 | 048,51 s    |
| 6     | Christopher Rawlinson | Großbritannien          | 048,90 s    |
| 7     | Mubarak al-Nubi       | Katar                   | 052,62 s    |
| 8     | Llewellyn Herbert     | Südafrika               | 1:12,10 min |

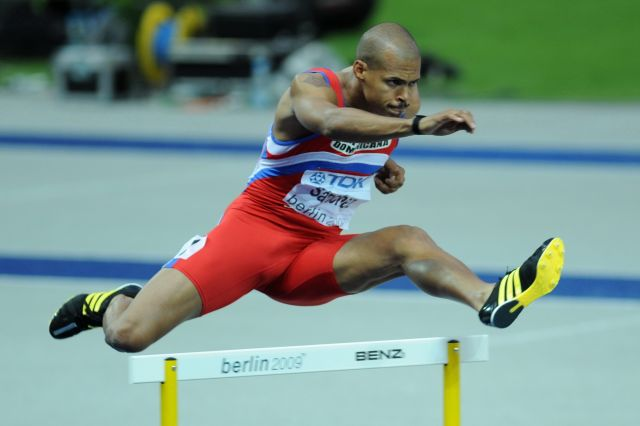
Weltmeister Félix Sánchez verteidigte seinen Titel mit großem Vorsprung

Llewellyn Herbert stürzte auf Platz 2 liegend an der letzten Hürde und erreichte das Ziel im Gehtempo.

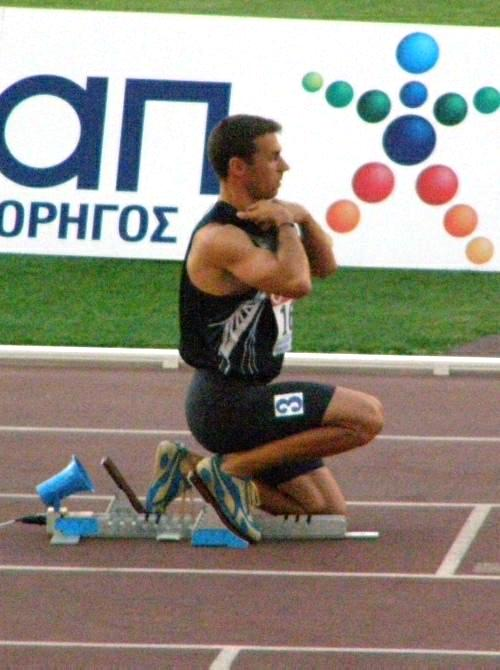
Periklis Iakovakis – nach griechischem Rekord im Halbfinale gab es Bronze im Finale
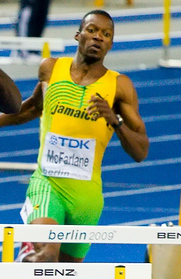
Danny McFarlane belegte mit nur sechs Hundertstelsekunden Rückstand auf Bronze Rang vier
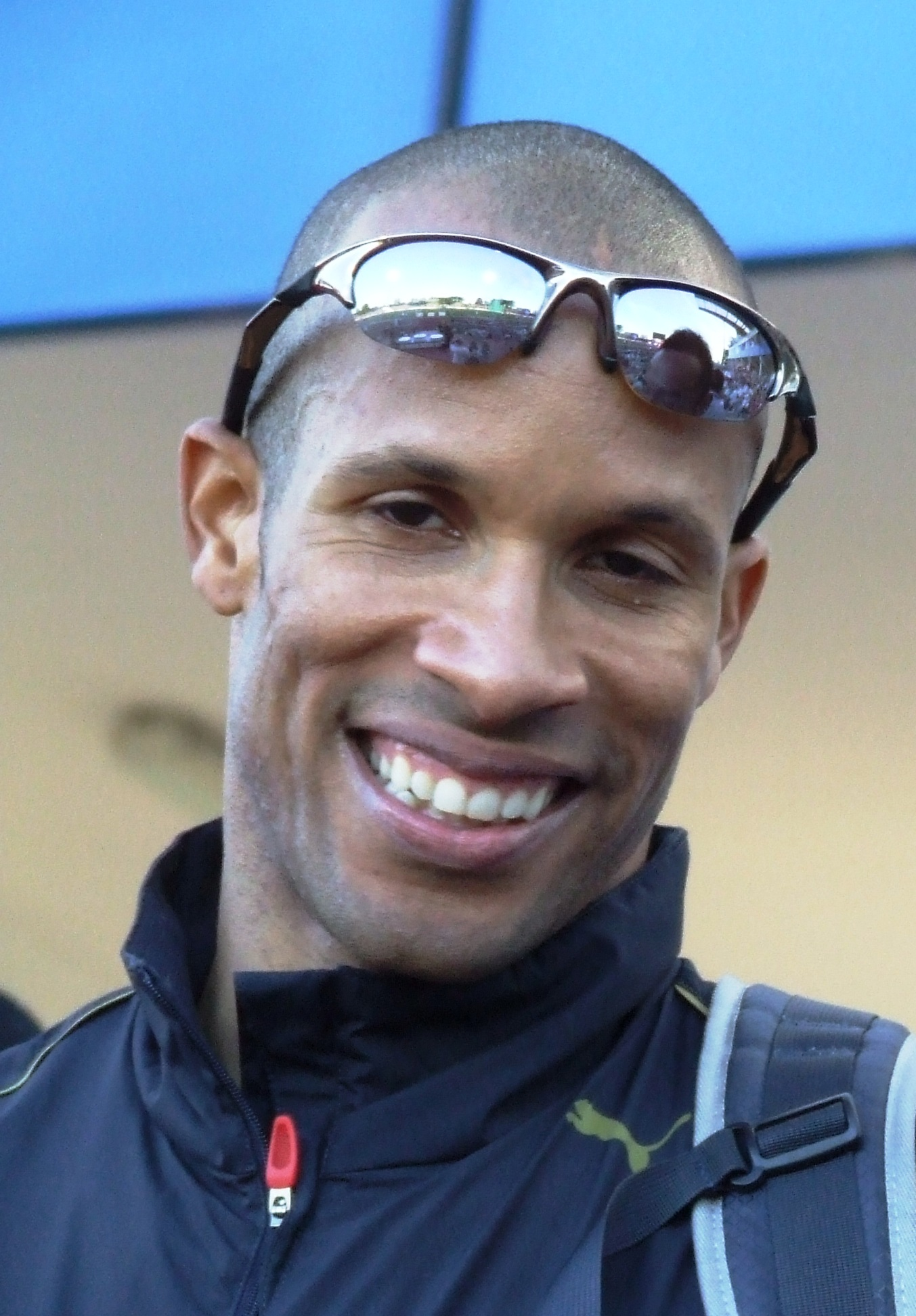
Kemel Thompson wurde Siebter

## Video
- Men 400 Metres Hurdles FINAL 2003 IAAF World Athletics Championships Paris TVE auf youtube.com, abgerufen am 4. September 2020